# نمط الوكيل

الوكيل في يو ام ال

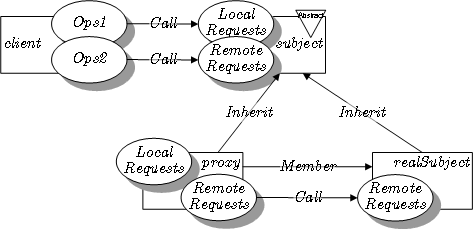
الوكيل في LePUS3

في برمجة الكمبيوتر، نمط الوكيل هو نمط في تصميم البرمجيات.
الوكيل (Proxy)، في شكله الأكثر عمومية، هو فئة تعمل بمثابة واجهة لشيء آخر. الوكيل يمكن ان يكون واجهة لأي شيء: اتصال بالشبكة، كائن كبير في الذاكرة، ملف، أو بعض الموارد الأخرى التي هي مكلفة أو من المستحيل تكررارها.
من الأمثلة المعروفة لنمط الوكيل هو كائن مؤشرعد المراجع.
في الحالات التي يكون فيها نسخ متعددة من كائن معقد يجب أن تتواجد، يمكن تبني نمط الوكيل لإدماج نموذج (نمط) وزن الذبابة من أجل الحد من بصمة الذاكرة للتطبيق. وعادة نسخه واحده من الكائن المعقد يتم إنشاؤه، وكائنات وكيل متعددة يتم إنشاؤها، وجميعها تتضمن إشارة إلى كائن معقد اصلي واحد. أي عملية تجرى على وكلاء تحال إلى الكائن الأصلي. عندما تكون جميع نسخح الوكيل(Proxy) هي خارج النطاق، يمكن مسح الكائن من الذاكرة.

## مثال
المثال التالي في الجافا يوضح نمط الوكيل(Proxy) «الافتراضي». والفئة ProxyImage يستخدم للوصول إلى طريقة نائية.
```
import
 
java.util.*
;

 

interface
 
Image
 
{

    
public
 
void
 
displayImage
();

}

//on System A 

class
 
RealImage
 
implements
 
Image
 
{

    
private
 
String
 
filename
;

    
public
 
RealImage
(
String
 
filename
)
 
{
 

        
this
.
filename
 
=
 
filename
;

        
loadImageFromDisk
();

    
}

    
private
 
void
 
loadImageFromDisk
()
 
{

        
System
.
out
.
println
(
"Loading   "
 
+
 
filename
);

    
}

    
public
 
void
 
displayImage
()
 
{
 

        
System
.
out
.
println
(
"Displaying "
 
+
 
filename
);
 

    
}

}

//on System B 

class
 
ProxyImage
 
implements
 
Image
 
{

    
private
 
String
 
filename
;

    
private
 
Image
 
image
;

 

    
public
 
ProxyImage
(
String
 
filename
)
 
{
 

        
this
.
filename
 
=
 
filename
;
 

    
}

    
public
 
void
 
displayImage
()
 
{

        
image
 
=
 
new
 
RealImage
(
filename
);

        
image
.
displayImage
();

    
}

}

 

class
 
ProxyExample
 
{

    
public
 
static
 
void
 
main
(
String
[]
 
args
)
 
{

        
Image
 
image1
 
=
 
new
 
ProxyImage
(
"HiRes_10MB_Photo1"
);

        
Image
 
image2
 
=
 
new
 
ProxyImage
(
"HiRes_10MB_Photo2"
);
     

        

        
image1
.
displayImage
();
 
// loading necessary

        
image2
.
displayImage
();
 
// loading necessary

    
}

}

```

مخرج البرنامج:
```
Loading HiRes_10MB_Photo1
Displaying HiRes_10MB_Photo1
Loading HiRes_10MB_Photo2
Displaying HiRes_10MB_Photo2
```

## وصلات خارجية
- نمط الوكيل في جافا
- نمط الوكيل في UML and in LePUS3 (a formal modelling language)
- السيطرة مع نمط تصميم الوكيل بواسطة ديفيد جيري، JavaWorld.com
- JT J2EE الأطار موجه النمط
- PerfectJPattern مشروع مفتوح المصدر، ويوفر تنفيذ مكوني لنمط الوكيل في جافا